# Euro Hockey Challenge 2012
Die Euro Hockey Challenge 2012 war die zweite Austragung des von der Internationalen Eishockey-Föderation IIHF organisierten gleichnamigen Wettbewerbs. Der Wettbewerb begann am 4. April 2012 und endete 22. April 2012. Die Spiele der inoffiziellen Eishockey-Europameisterschaft dienten für die Nationalmannschaften als Vorbereitung auf die Weltmeisterschaft in Finnland und Schweden im Jahr 2012.

## Teilnehmer
Teilnahmeberechtigt waren die besten 13 europäischen Mannschaften der IIHF-Weltrangliste.
Für die Austragung 2012 sind dies:
| Pool A - Russland - Finnland - Schweden - Tschechien | Pool B - Schweiz - Deutschland - Norwegen - Slowakei - Belarus - Lettland | Pool C - Dänemark - Frankreich - Österreich |

### Gruppeneinteilung
| Gruppe A         | Gruppe B        |
| Russland (A1)    | Finnland (A2)   |
| Tschechien (A4)  | Schweden (A3)   |
| Deutschland (B2) | Schweiz (B1)    |
| Slowakei (B4)    | Norwegen (B3)   |
| Lettland (B6)    | Belarus (B5)    |
| Dänemark (C1)    | Frankreich (C2) |
|                  | Österreich (C3) |

## Modus
Während des Turniers spielt jede Mannschaft sechs Spiele. Zwischen zwei Mannschaften werden in der Regel jeweils zwei Spiele innerhalb von zwei oder drei Tagen in einem Land gespielt. Alle Spiele werden in eine Tabelle aufgenommen.
Gemäß der IIHF-Weltrangliste werden die 13 Nationen in drei Pools eingeteilt. Dabei bilden die ersten vier Teams Pool A, die nächsten sechs Teams Pool B und die drei letzten Teams Pool C. Alle zwölf Teams wiederum werden in zwei Gruppen A und B aufgeteilt. Es spielen zwei A-Pool-Mannschaften und eine C-Pool-Mannschaft der Gruppe A gegen drei B-Pool-Teams der Gruppe A. Zwei Pool-A-Mannschaften sowie eine Pool-C-Mannschaft der Gruppe B spielen gegen die drei weiteren Pool-B-Teams der Gruppe B.
Aufgrund des Abstiegs Österreichs in die Division IA übernahm Frankreich die beiden Spiele Österreichs des dritten Spieltags, da zeitgleich die Weltmeisterschaft der Division IA stattfand.
Gespielt wird im Drei-Punkte-System, das heißt für einen Sieg bekommt die jeweilige Mannschaft drei Punkte, bei einem Overtime-Sieg zwei Punkte, bei einer Niederlage nach Verlängerung einen Punkt. Pro Saison bestreitet jedes Team sechs Spiele.

## Turnierverlauf

### 1. Spieltag
| 4. April 2012 19:45 Uhr | Schweiz | 3:0 (1:0, 1:0, 1:0) | Finnland | Diners Club Arena, Rapperswil Zuschauer: 4.589 |

| 6. April 2012 16:00 Uhr | Schweiz | 2:3 n. V. (1:0, 0:1, 1:1, 0:1) | Finnland | Sport- und Kongresszentrum, Arosa Zuschauer: 2.170 |

| 5. April 2012 19:00 Uhr | Norwegen | 0:5 (0:0, 0:2, 0:3) | Schweden | Jordal Amfi, Oslo Zuschauer: 1.432 |

| 6. April 2012 19:00 Uhr | Norwegen | 1:7 (0:2, 1:4, 0:1) | Schweden | Jordal Amfi, Oslo Zuschauer: 1.362 |

| 6. April 2012 17:00 Uhr | Lettland | 3:4 n. P. (0:1, 1:2, 2:0, 0:0, 0:1) | Tschechien | Arena, Riga Zuschauer: 3.532 |

| 7. April 2012 17:00 Uhr | Lettland | 1:3 (1:0, 0:2, 0:1) | Tschechien | Arena, Riga Zuschauer: 3.522 |

| 6. April 2012 17:00 Uhr | Slowakei | 1:3 (0:1, 1:1, 0:1) | Dänemark | Steel Aréna, Košice Zuschauer: 2.600 |

| 7. April 2012 17:00 Uhr | Slowakei | 3:4 n. P. (0:0, 2:3, 1:0, 0:0, 0:1) | Dänemark | Steel Aréna, Košice Zuschauer: 2.458 |

| 6. April 2012 20:20 Uhr | Österreich | 2:3 (0:2, 0:0, 2:1) | Belarus | Stadthalle, Villach Zuschauer: 150 |

| 7. April 2012 18:30 Uhr | Österreich | 4:2 (1:0, 1:0, 2:2) | Belarus | Stadthalle, Villach Zuschauer: 1.500 |

| 7. April 2012 14:30 Uhr | Deutschland | 4:3 (1:2, 1:1, 2:0) | Russland | Franz-Siegel-Halle, Freiburg im Breisgau Zuschauer: 4.005 |

| 8. April 2012 15:30 Uhr | Deutschland | 2:3 n. P. (0:1, 2:0, 0:1, 0:0, 0:1) | Russland | Eissporthalle, Ravensburg Zuschauer: 3.300 |

### 2. Spieltag
| 10. April 2012 19:00 Uhr | Belarus | 3:4 n. P. (2:2, 1:0, 0:1, 0:0, 0:1) | Schweden | Arena, Minsk Zuschauer: 7.850 |

| 11. April 2012 19:00 Uhr | Belarus | 1:2 n. P. (0:0, 1:1, 0:0, 0:0, 0:1) | Schweden | Arena, Minsk Zuschauer: 7.470 |

| 11. April 2012 19:00 Uhr | Dänemark | 1:2 (0:1, 0:0, 1:1) | Lettland | Vestfyen Arena, Odense Zuschauer: 1.045 |

| 13. April 2012 20:45 Uhr | Dänemark | 1:4 (0:1, 0:2, 1:1) | Lettland | SE Arena, Vojens Zuschauer: 1.407 |

| 11. April 2012 20:20 Uhr | Österreich | 3:1 (2:1, 0:0, 1:0) | Schweiz | Vorarlberghalle, Feldkirch Zuschauer: 1.685 |

| 12. April 2012 18:00 Uhr | Österreich | 0:4 (0:1, 0:1, 0:2) | Schweiz | Vorarlberghalle, Feldkirch Zuschauer: 1.493 |

| 12. April 2012 18:30 Uhr | Finnland | 3:1 (0:1, 0:0, 3:0) | Norwegen | Lappi-areena, Rovaniemi Zuschauer: 3.453 |

| 13. April 2012 18:30 Uhr | Finnland | 3:0 (3:0, 0:0, 0:0) | Norwegen | Arena, Vaasa Zuschauer: 3.854 |

| 13. April 2012 18:00 Uhr | Tschechien | 3:2 n. V. (0:0, 1:0, 1:2, 1:0) | Deutschland | Budvar Aréna, České Budějovice Zuschauer: 4.856 |

| 14. April 2012 16:30 Uhr | Tschechien | 3:2 n. P. (0:1, 2:0, 0:1, 0:0, 1:0) | Deutschland | Budvar Aréna, České Budějovice Zuschauer: 3.588 |

| 13. April 2012 19:00 Uhr | Russland | 2:1 n. P. (1:0, 0:1, 0:0, 0:0, 1:0) | Slowakei | Arena 2000, Jaroslawl Zuschauer: 9.046 |

| 14. April 2012 17:00 Uhr | Russland | 3:2 (1:0, 2:0, 0:2) | Slowakei | Arena 2000, Jaroslawl Zuschauer: 9.046 |

### 3. Spieltag
| 18. April 2012 18:00 Uhr | Tschechien | 3:1 (1:0, 0:1, 2:0) | Slowakei | O₂ Arena, Prag Zuschauer: 9.459 |

| 20. April 2012 17:00 Uhr | Slowakei | 2:3 n. P. (0:0, 2:1, 0:1, 0:0, 0:1) | Tschechien | Zimný štadión Ondreja Nepelu, Bratislava Zuschauer: 10.021 |

| 18. April 2012 19:30 Uhr | Schweden | 2:4 (0:1, 1:1, 1:2) | Schweiz | Behrn Arena, Örebro Zuschauer: 3.513 |

| 20. April 2012 19:00 Uhr | Schweden | 2:5 (0:1, 2:2, 0:2) | Schweiz | Stora Hallen, Nyköping Zuschauer: 2.384 |

| 20. April 2012 18:30 Uhr | Finnland | 5:0 (1:0, 1:0, 3:0) | Belarus | Kivikylän Areena, Rauma Zuschauer: 5.400 |

| 21. April 2012 16:00 Uhr | Finnland | 2:1 n. P. (0:1, 1:0, 0:0, 0:0, 1:0) | Belarus | Hakametsä, Tampere Zuschauer: 7.600 |

| 20. April 2012 19:00 Uhr | Norwegen | 6:3 (2:1, 2:1, 2:1) | Frankreich | Jordal Amfi, Oslo Zuschauer: 1.113 |

| 21. April 2012 16:00 Uhr | Norwegen | 3:4 (0:2, 0:1, 3:1) | Frankreich | Jordal Amfi, Oslo Zuschauer: 1.432 |

| 20. April 2012 19:30 Uhr | Lettland | 1:2 (1:1, 0:1, 0:0) | Russland | Arena, Riga Zuschauer: 6.756 |

| 21. April 2012 17:00 Uhr | Lettland | 1:0 (1:0, 0:0, 0:0) | Russland | Arena, Riga Zuschauer: 5.141 |

| 21. April 2012 19:30 Uhr | Deutschland | 3:1 (0:0, 2:1, 1:0) | Dänemark | Eissporthalle, Kassel Zuschauer: 4.050 |

| 22. April 2012 16:45 Uhr | Deutschland | 3:2 n. P. (0:0, 2:1, 0:1, 0:0, 1:0) | Dänemark | TUI Arena, Hannover Zuschauer: 3.609 |

### Tabelle
| Pl. |             | Sp | S | OTS | OTN | N | Tore  | Punkte |
| --- | ----------- | -- | - | --- | --- | - | ----- | ------ |
| 1.  | Tschechien  | 6  | 2 | 4   | 0   | 0 | 19:11 | 14     |
| 2.  | Schweiz     | 6  | 4 | 0   | 1   | 1 | 19:10 | 13     |
| 3.  | Finnland    | 6  | 3 | 2   | 0   | 1 | 16:07 | 13     |
| 4.  | Deutschland | 6  | 2 | 1   | 3   | 0 | 16:15 | 11     |
| 5.  | Schweden    | 6  | 2 | 2   | 0   | 2 | 22:14 | 10     |
| 6.  | Russland    | 6  | 2 | 2   | 0   | 2 | 13:11 | 10     |
| 7.  | Lettland    | 6  | 3 | 0   | 1   | 2 | 12:11 | 10     |
| 8.  | Österreich  | 4  | 2 | 0   | 0   | 2 | 09:10 | 6      |
| 9.  | Dänemark    | 6  | 1 | 1   | 1   | 3 | 12:16 | 6      |
| 10. | Belarus     | 6  | 1 | 0   | 3   | 2 | 10:19 | 6      |
| 11. | Frankreich  | 2  | 1 | 0   | 0   | 1 | 07:09 | 3      |
| 12. | Slowakei    | 6  | 0 | 0   | 3   | 3 | 10:18 | 3      |
| 13. | Norwegen    | 6  | 1 | 0   | 0   | 5 | 11:25 | 3      |

Abkürzungen: Pl. = Platz, Sp = Spiele, S = Siege, OTS = Siege nach Verlängerung (Overtime) oder Penaltyschießen, OTN = Niederlagen nach Verlängerung oder Penaltyschießen, N = Niederlagen